# نیکشا کالب
نیکشا کالب (انگلیسی: Nikša Kaleb؛ زادهٔ ۹ مارس ۱۹۷۳) بازیکن هندبال اهل کرواسی بود.